# ヴィドクン・クヴィスリング
ヴィドクン・アブラハム・ロウリッツ・ヤンセン・クヴィスリング（Vidkun Abraham Lauritz Jonssøn Quisling、1887年7月18日 - 1945年10月24日）は、20世紀前半のノルウェーの軍人、政治家。第二次世界大戦時にナチスのノルウェー占領に協力して傀儡政権・クヴィスリング政権の指導者となり、戦後処刑された。

## 経歴
ルター派の聖職者の家庭に生まれる。ノルウェー軍に入隊し、士官学校を優秀な成績で卒業、その実績で参謀本部の将校となる。最初のうちはロシア革命に共感して社会主義寄りの思想を持っていたが、1920年代にフリチョフ・ナンセンと共にソ連の飢餓救済にあたったことを切っ掛けとして社会主義から離れ民族主義に目覚めた。
1931年に成立した農民党内閣に国防相として入閣。国防相辞任後の1933年5月17日にナチスに範を採ったファシズム政党である国民連合を創設した。国民連合は結党当初は教会の支援もあって成功したものの、次第に反ユダヤ主義色を濃くしていくと共に支持を失っていく。その一方で、彼はナチスの思想家アルフレート・ローゼンベルクの「北海帝国」構想に共感し、1939年にはアドルフ・ヒトラーとも会見している。
1940年4月9日にナチスが北欧侵攻の一環としてノルウェーに侵入すると戦争の混乱を縫って全権掌握を宣言、ドイツ国防軍侵略の手引きをした。このことによりクヴィスリングの名は売国奴の代名詞として知られるようになり、しばしばブラックジョークにも使われた。ヨーロッパのいくつかの言語では、"quisling"という単語が、「売国奴」や「第五列」などを意味する普通名詞として辞書に掲載されている。
ドイツ国防軍がノルウェー全土を掌握すると国家全権委員に着任したヨーゼフ・テアボーフェンの下で名ばかりの指導者として振舞っていたが、ノルウェー国内でのレジスタンス運動が活発化したことを見計らって1942年にヒトラーによって首相の権限を与えられた（傀儡政権）。
1945年5月9日、クヴィスリングは連合国軍に逮捕された。国民連合の指導者や傀儡政権の閣僚と共に国家反逆罪で裁判にかけられ、銃殺刑に処せられた。